# Sphinx grisea-mediopunctata
Sphinx grisea-mediopunctata är en fjärilsart som beskrevs av Tutt 1904. Sphinx grisea-mediopunctata ingår i släktet Sphinx och familjen svärmare. Inga underarter finns listade i Catalogue of Life.